# Club Atlético y Social Defensores de Belgrano
Club Atlético y Social Defensores de Belgrano, também conhecido como Defensores de Belgrano de Villa Ramallo, é um clube esportivo argentino da localidade de Villa Ramallo, no interior da província de Buenos Aires. Foi fundado em 1 de abril de 1946, suas cores são o vermelho e o branco. Entre as muitas atividades esportivas praticadas no clube, a principal é o futebol, onde atualmente sua equipe masculina participa do Torneo Federal A, a terceira divisão do futebol argentino para as equipes indiretamente afiliadas à Associação do Futebol Argentino (AFA), sendo representante da Liga Nicoleña de Fútbol ante o Conselho Federal do Futebol Argentino (CFFA).[carece de fontes?] Além do futebol, são praticadas diversas outras atividades esportivas no clube, como o basquetebol, hóquei em campo, ginástica, handebol, patinação sobre rodas, natação, tênis e voleibol. Seu estádio é o Salomón Boeseldín, que assim como a sede do clube, fica em Villa Ramallo, e conta com capacidade aproximada para 3.000 torcedores.
Um imigrante da Turquia, Solomon Boeseldín, proprietário de uma mercearia, foi um dos motivadores da criação da entidade. O próprio Boeseldín, alguns meses após a fundação, tornou-se o segundo presidente do clube de Villa Ramallo, e o estádio de futebol foi batizado com seu nome. A proximidade com o Colegio Manuel Belgrano, berço de seus primeiros jogadores de futebol, deu origem à denominação da entidade, superando a outra opção levantada: Defensores de Perón. Em suas origens, o Defensores de Belgrano vestia camisas brancas com um "V" azul, idêntica ao do Vélez Sarsfield, com a mudança para as cores usadas atualmente, o clube ganhou um de seus apelidos: El Granate.

## Títulos

### Campeonatos regionais
- Liga Nicoleña de Fútbol (19): 1978, 1979, 1980, 1983, 1984, 1987, 1988, 1993, 1995, 1996, 1998, 2000, 2006, 2009, 2010, 2012, 2014, 2015 y 2019.[6]